# ما دونغ سوك
ما دونغ سوك (ولد بأسم لي دونغ سوك في 1 مارس 1971)، معروف أيضًا باسم دون لي، هو ممثل كوري جنوبي أمريكي. بفضل أدائه المتميز في فيلم قطار إلى بوسان وأدواره القيادية اللاحقة، أصبح من أحد أنجح الممثلين في كوريا الجنوبية.

## النشأة
ولد ما في 1 مارس عام 1971 في كوريا الجنوبية. يحمل ما الجنسية الأمريكية.

## المهنة
اشتهر ما بأدواره الداعمة في أفلام مثل الجار و مجهول العصابات: قواعد الوقت و الظالم. ثم لعب أدوارًا قيادية في أفلام نوريجاي و قاتل و واحد على واحد.
دور ما في فيلم الزومبي قطار إلى بوسان دفعه إلى الشعبية العالمية. حققت أدواره القيادية اللاحقة في أفلام مثل خرج عن مساره و الأخوان و الخارجون عن القانون نجاحات نقدية وتجارية. في عام 2019، انضم إلى فريق عمل عالم مارفل السينمائي في فيلم الأبدي.
يُعرف ما أيضا بأدواره في المسلسلات التلفزيونية الشهيرة رفاق سيئين و فرقة 38.

## نشاطات أخرى

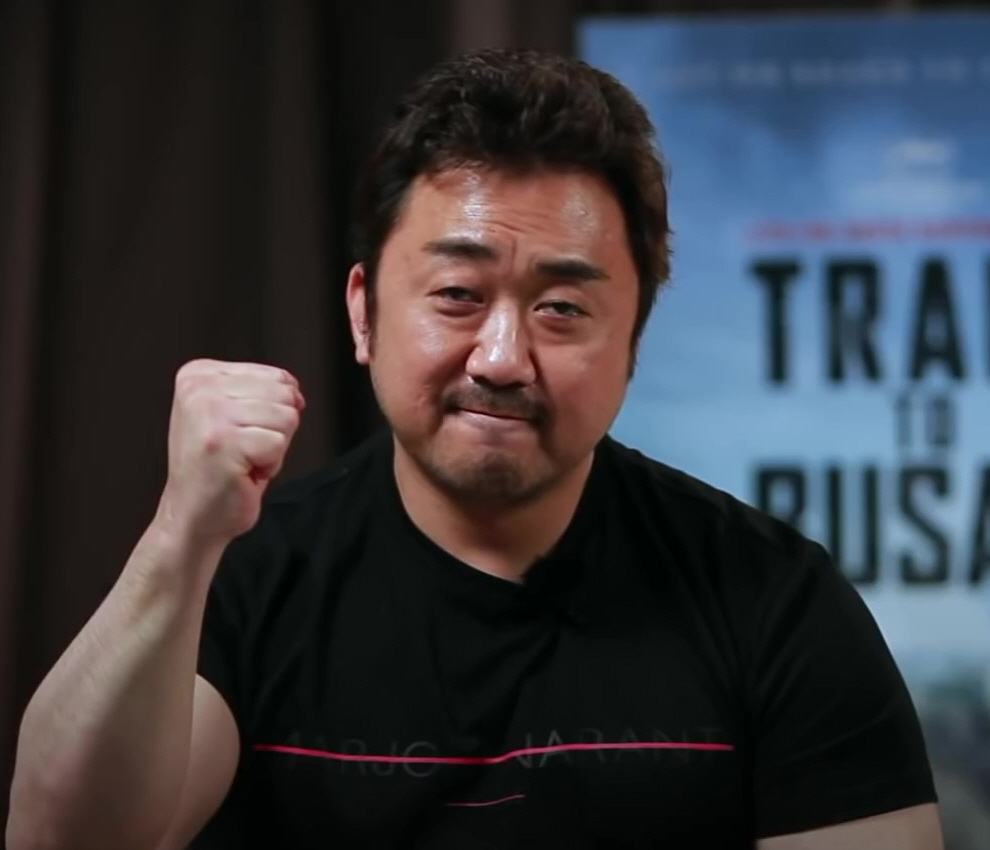
دونغ سوك عام 2016

تحت اسمه الحقيقي الغربي «دون لي» وقبل أن يصبح ممثل، كان ما المدرب الشخصي لفناني فنون القتال المختلطة مارك كولمان وكيفن راندلمان.
ما من خلال شركته الخاصة لتخطيط وإنشاء المحتويات التي تدعى «فريق غوريلا» يشارك حاليًا في تخطيط وكتابة سيناريوهات مع فريق. وقد عمل على سيناريو فيلم فخ عميق الذي قام ببطولته بنفسه. وهو أيضًا مؤلف مشارك للمسلسل الدراما والأكشن فريق بولدوج: التحقيق خارج الخدمة.

## الحياة الشخصية
في عام 2016، ورد أن ما يواعد المراسلة الرياضية والشخصية الإعلامية يي جونغ هوا.

## اعمال

### أفلام
- مدينة الجريمة (2017)
- مدينة الجريمة 2 (2022)
- مدينة الجريمة 3 (2023)
- صيادو الأراضي القاحلة (2024)